# Bivacco Mario Gontier
Il bivacco Mario Gontier, conosciuto anche come "bivacco Gontier" (pron. fr. AFI: [ɡɔ̃tje]), si trova nel comune di Aymavilles a una quota di circa 2 310 m.

## Storia
È dedicato a Mario Gontier, alpinista di Aymavilles.

## Caratteristiche e informazioni
Il bivacco dispone di 12 posti letto (6 + 6 locale invernale).
Per soggiornarvi è necessario chiedere le chiavi alla Famiglia Gontier, il locale invernale è invece aperto solo per emergenze. Aggiornamento all'8 ottobre 2018: il bivacco risulta essere chiuso e non è possibile avere le chiavi.

## Accessi
Il bivacco è raggiungibile in 3h30' da Vieyes, 3h da Sylvenoire, oppure in 5h15' partendo da Fénille (Valsavarenche).

## Ascensioni
- Punta del Trajo (3 123 m)
- Grand Nomenon (3 488 m)
- Grivola (3 969 m)